# Александрув-к-Вонсоша
Александрув-к-Вонсоша (пол. Aleksandrów k. Wąsosza) — село в Польщі, у гміні Конецполь Ченстоховського повіту Сілезького воєводства.
У 1975-1998 роках село належало до Ченстоховського воєводства.